# Sparrmannia discolor
Sparrmannia discolor är en malvaväxtart som beskrevs av John Gilbert Baker. Sparrmannia discolor ingår i släktet Sparrmannia och familjen malvaväxter. Utöver nominatformen finns också underarten S. d. cordata.